# Primera División (1970/1971)
Primera División 1970/1971 – 40. sezon rozgrywek najwyższej klasy rozgrywkowej w najwyższej klasie rozgrywkowej w Hiszpanii. W sezonie udział wzięło 16 drużyn. Rozegrano 30 kolejek spotkań. Tytuł mistrza kraju broniło Atlético Madryt.

## Zespoły grające w sezonie 1970/1971
- Athletic Bilbao
- Atlético Madryt
- CD Sadabell
- Celta Vigo
- Elche CF
- RCD Espanyol (beniaminek)
- FC Barcelona
- Grenada CF
- Málaga CF (beniaminek)
- Real Madryt
- Real Sociedad
- Real Saragossa
- Sevilla FC
- Sporting Gijon (beniaminek)
- UD Las Palmas
- Valencia CF

## Tabela
| Miejsce | Klub               | Mecze | Punkty | Wygranych | Remisów | Przegranych | Gole strzelone | Gole stracone |
| ------- | ------------------ | ----- | ------ | --------- | ------- | ----------- | -------------- | ------------- |
| 1       | Valencia CF        | 30    | 43     | 18        | 7       | 5           | 41             | 19            |
| 2       | FC Barcelona       | 30    | 43     | 19        | 5       | 6           | 50             | 22            |
| 3       | Atlético Madryt    | 30    | 42     | 17        | 8       | 5           | 51             | 20            |
| 4       | Real Madryt        | 30    | 41     | 17        | 7       | 6           | 46             | 24            |
| 5       | Athletic Bilbao    | 30    | 35     | 14        | 7       | 9           | 40             | 31            |
| 6       | Celta Vigo         | 30    | 35     | 15        | 5       | 10          | 37             | 32            |
| 7       | Sevilla FC         | 30    | 32     | 13        | 6       | 11          | 34             | 42            |
| 8       | Real Sociedad      | 30    | 29     | 10        | 9       | 11          | 23             | 27            |
| 9       | Málaga CF          | 30    | 28     | 8         | 12      | 10          | 27             | 32            |
| 10      | Grenada CF         | 30    | 28     | 10        | 8       | 12          | 33             | 34            |
| 11      | Espanyol Barcelona | 30    | 25     | 8         | 9       | 13          | 18             | 25            |
| 12      | Sporting Gijon     | 30    | 25     | 10        | 5       | 15          | 35             | 44            |
| 13      | CD Sabadell        | 30    | 21     | 8         | 5       | 17          | 28             | 49            |
| 14      | UD Las Palmas      | 30    | 20     | 5         | 10      | 15          | 33             | 42            |
| 15      | Elche CF           | 30    | 18     | 4         | 10      | 16          | 25             | 46            |
| 16      | Real Saragossa     | 30    | 15     | 3         | 9       | 18          | 22             | 54            |

## Król Strzelców
- José Eulogio Gárate (Atlético Madryt) - 17 goli
- Carles Rexach (FC Barcelona) - 17 goli